# Ricard Garrido i Cruanyes
Ricard Garrido i Cruanyes (Valencia, España, 20 de abril de 1944 - Valencia, 5 de julio de 2013) fue un político trotskista valenciano.
Inició sus militancia política en los primeros años de la década de los '60, participando en las grandes movilizaciones universitarias contra el franquismo. Fue miembro fundador del clandestino Partit Socialista Valencià (PSV, 1964-70), de carácter nacionalista y totalmente independiente de las opciones políticas del PSOE y del PCE. Todavía dentro de este partido, fue uno de los primeros jóvenes que, tras la derrota de la Guerra Civil, retomaron las concepciones y la lucha de los bolcheviques-leninistas (miembros de la IV Internacional, dirigida por León Trotski) del Estado español.   
Abogado defensor de camaradas que sufrieron la represión política de la dictadura franquista, abogado laboralista, miembro refundador de la UGT en el País Valencià en las postrimerías de la dictadura y dirigente provincial de UGT-Valencia en los primeros años de la denominada «transición».
Fue fundador y dirigente de la Organización Cuarta Internacional (OCI-CORCI, 1976-1980) y de su organización continuadora, el POSI (1980), con la que rompió a finales de los años 80 por considerar que había degenerado políticamente hasta el punto de ser irrecuperable como organización heredera del programa de la IV Internacional. Desde entonces, hasta el final de su existencia, trotskista independiente, simpatizante de las posiciones desarrolladas por el Comité pour la construction du Parti ouvrier révolutionnaire dirigido por Stéphane Just.